# Megastethodon neuhausi
Megastethodon neuhausi är en insektsart som beskrevs av Schmidt 1911. Megastethodon neuhausi ingår i släktet Megastethodon och familjen spottstritar. Inga underarter finns listade i Catalogue of Life.